# Poa kenteica
Poa kenteica är en gräsart som beskrevs av Nikolai Rodionovich Ivanov. Poa kenteica ingår i släktet gröen, och familjen gräs. Inga underarter finns listade i Catalogue of Life.